# Chalfant (Pensilvania)
Chalfant es un borough ubicado en el condado de Allegheny en el estado estadounidense de Pensilvania. En el año 2000 tenía una población de 870 habitantes y una densidad poblacional de 1679.5 personas por km².

## Geografía
Chalfant se encuentra ubicado en las coordenadas 40°24′36″N 79°50′18″O / 40.41000, -79.83833.

## Demografía
Según la Oficina del Censo en 2000 los ingresos medios por hogar en la localidad eran de $33 125 y los ingresos medios por familia eran $46 471. Los hombres tenían unos ingresos medios de $28 889 frente a los $21 420 para las mujeres. La renta per cápita para la localidad era de $17 784. Alrededor del 9.1% de la población estaba por debajo del umbral de pobreza.